# هلال موسى
هلال موسى (31 مايو 1990 في كفر مندا - ) لاعب كرة قدم من فلسطين. وهو حاليًا أحد لاعبي نادي أهلي الخليل.

## مسيرته المهنية
بدأ موسى بلعب كرة القدم في قسم الشباب في هبوعيل حيفا، وعندما بلغ الثامنة عشرة انتقل إلى فريق شباب مكابي نتانيا. في صيف 2009 وقّع مع هبوعيل أبناء طمرة من دوري الشمال. في 16 أكتوبر 2009، ظهر لأوّل مرّة في مباراة كانت نتيجتها التعادل 2-2 ضدّ النادي الرياضيّ كرميئيل/ صفد حيث سجّل هدفه الأوّل في مسيرته. أنهى موسمه الأوّل برصيد 5 أهداف في 27 مباراة.
في موسم 2010/2011، انتقل إلى هابوعيل ريشون لتسيون من الدوري الوطنيّ، حيث تمّ ترقيته إلى الدوري في الدرجة الممتازة في نهاية الموسم. في 20 أغسطس 2011، ظهر لأوّل مرّة في الدرجة الممتازة، عندما بدأ في تشكيلة الفريق بعد فوزه بنتيجة 4-2 على أبناء سخنين. في صيف 2012 عاد إلى الدوري عندما وقّع مع مكابي أم الفحم، وفي كانون الثاني من ذلك الموسم انتقل إلى مكابي أخاء الناصرة.
في صيف 2013، وقّع مع شباب الخضر من الدوري الفلسطيني بالدرجة الممتازة ولعب لمدّة عامين. في 19 مايو 2014، ظهر لأوّل مرّة في منتخب فلسطين، بفوزه 1-0 على كازاخستان. كان موسى جزءًا من الفريق الفائز بكأس التحدّي الآسيوي للمرّة الأولى في تاريخه، وهو ما منحه أيضًا ترقيةً إلى كأس آسيا لكرة القدم 2015، وخاض ست مباريات بالزي الرسميّ للفريق.
في 17 يوليو 2015 عاد اللاعب هلال موسى إلى الدوري بالدرجة الممتازة عندما وقّع لموسم واحد مع هبوعيل حيفا، ولكن في 8 سبتمبر تم تسريحه من الفريق بعد مشاركته في ثلاث مباريات فقط في كأس توتو، وبعد شهر وقّع مع أبناء سخنين. في 24 أكتوبر 2015، وظهر لأوّل مرّة في النادي عندما دخل كبديل في التعادل 0-0 ضدّ مكابي نتانيا. في 20 فبراير 2016، سجّل موسى هدفه الأول بزي أبناء سخنين، بفوزه 2-0 على هبوعيل كفار سابا، وأنهى موسم 2015/2016 بهدف واحد في 21 مباراة بالدوري. في بداية موسم 2016/2017 أصيب بتمزّق في الرباط الصليبيّ ولم يلعب طوال الموسم ، إذ تعرّض اللاعب ابن قرية كفرمندا  لتمزق في الغضروف الهلالي وآخر في الأربطة الصليبيّة الأماميّة للركبة، خضع موسى لعمليّة جراحيّة ناجحة في الركبة، بعدما تعرّض للإصابة خلال المعسكر التدريبيّ للفريق الّذي أقيم في بولندا. في مايو 2017 عاد إلى التدريب لأوّل مرّة بعد تسعة أشهر. في موسم 2017/2018 ، شارك في ثماني مباريات بالدوري.
في صيف 2018، تدرّب مع هبوعيل العفّولة من الدوري الوطنيّ ولعب حتّى مباراة واحدة في كأس توتو، لكنّه قرّر في النهاية العودة إلى الدوري الفلسطينيّ ووقّع مع أهلي الخليل.
في 15 سبتمبر 2020، وقع موسى مع هبوعيل كمرافق.
في صيف عام 2021، عاد إلى الرابطة الفلسطينيّة ووقّع مع شباب الخليل.

## روابط خارجية
- هلال موسى على موقع قاعدة بيانات كرة القدم.إي يو (الإنجليزية)
- هلال موسى على موقع ناشيونال فوتبول تيمز (الإنجليزية)
- هلال موسى على موقع Soccerway.com (الإنجليزية)